# Iselin Seamount
Iselin Seamount – góra podwodna na Morzu Rossa. Jej nazwa pochodzi od statku badawczego Iselin II, należącego do organizacji Woods Hole Oceanographic Institute, i została zatwierdzona przez organizację Advisory Committee for Undersea Features w lutym 1964 roku. Późniejsze badania sugerują jednak, że góra ta prawdopodobnie nie istnieje.